# توزيع المياه على الأرض
يأتي معظم الماء في الغلاف الجوي والقشرة الأرضية من مياه البحر المالحة، في حين تشكل المياه العذبة نحو 1% من الإجمالي. تشكل المياه المالحة الجزء الأكبر من الماء على الأرض، بمتوسط ملوحة 3.5%، أي ما يعادل تقريبًا 34 جرامًا من الأملاح في كل كيلوجرام من مياه البحر، على الرغم من أن هذا يختلف قليلًا وفقًا لكمية الجريان السطحي من الأراضي المحيطة. بشكل عام، تشكل المياه من المحيطات والبحار الهامشية والمياه الجوفية المالحة والمياه من البحيرات المغلقة المالحة أكثر من 97% من المياه على الأرض، على الرغم من عدم وجود بحيرة مغلقة تخزن كمية كبيرة من المياه على مستوى العالم. نادرًا ما يتم أخذ المياه الجوفية المالحة في الاعتبار إلا عند تقييم جودة المياه في المناطق القاحلة.
يشكل ما تبقى من مياه الأرض مورد المياه العذبة على الأرض. عادة ما يتم تعريف المياه العذبة بأنها المياه التي تقل ملوحتها عن 1% من ملوحة المحيطات - أي أقل من نحو 0.035%. عادة ما يشار إلى المياه التي تتراوح ملوحتها بين هذا المستوى و0.1% بأنها مياه هامشية لأنها هامشية للعديد من الاستخدامات من قبل البشر والحيوانات. تبلغ نسبة المياه المالحة إلى المياه العذبة على الأرض نحو 50:1.
كما أن توزيع المياه العذبة على الكوكب غير متساوٍ إلى حد كبير. فعلى الرغم من أن المياه العذبة كانت موجودة في الأنهار والجداول في الفترات الدافئة مثل حقبة الدهر الوسيط والعصر الباليوجيني عندما لم تكن هناك أنهار جليدية في أي مكان على الكوكب، فإن أغلب المياه العذبة اليوم توجد على هيئة جليد وثلوج ومياه جوفية ورطوبة في التربة، مع 0.3% فقط منها على هيئة سائلة على السطح. من المياه العذبة السائلة السطحية، توجد 87% منها في البحيرات، و11% في المستنقعات، و2% فقط في الأنهار. كما توجد كميات صغيرة من المياه في الغلاف الجوي وفي الكائنات الحية.
على الرغم من أن الحجم الإجمالي للمياه الجوفية معروف بأنه أكبر كثيرًا من حجم مياه الجريان السطحي للأنهار، فإن نسبة كبيرة من هذه المياه الجوفية مالحة، وبالتالي ينبغي تصنيفها مع المياه المالحة أعلاه. هناك أيضًا كميات كبيرة من المياه الجوفية الأحفورية في المناطق القاحلة التي لم تتجدد قط منذ آلاف السنين؛ ولا ينبغي لنا أن ننظر إلى هذه المياه باعتبارها مياه متجددة.

## توزيع المياه المالحة والعذبة
يقدر إجمالي حجم المياه على الأرض بنحو 1.386 مليار كيلومتر مكعب (333 مليون ميل مكعب)، وتشمل المياه المالحة بنسبة 97.5% والمياه العذبة بنسبة 2.5%. من المياه العذبة، لا يوجد سوى 0.3% منها في الحالة السائلة على السطح.
نظرًا لأن المحيطات التي تغطي نحو 70.8% من مساحة الأرض تعكس الضوء الأزرق، فإن الأرض تبدو زرقاء من الفضاء، وغالبًا ما يشار إليها باسم الكوكب الأزرق والنقطة الزرقاء الشاحبة. تغطي المياه العذبة السائلة مثل البحيرات والأنهار نحو1% من سطح الأرض، ومع الغطاء الجليدي للأرض، فإن سطح الأرض يتكون من 75% من المياه من ناحية المساحة.

### البحيرات
تحتوي بحيرات الأرض مجتمعة على 199000 كيلومتر مكعب من المياه. وتقع معظم البحيرات في خطوط العرض الشمالية المرتفعة، بعيدًا عن مراكز السكان. تُعد البحيرات العظمى في أمريكا الشمالية، والتي تحتوي على 21% من المياه العذبة في العالم من حيث الحجم، استثناءً. يعيش في حوض البحيرات العظمى أكثر من 35 مليون شخص. تقع المدن الكندية ثاندر باي، وسانت كاثرينز وهاملتون وتورنتو وأوشاوا وكينغستون، بالإضافة إلى المدن الأمريكية ديترويت ودولوث وميلووكي وشيكاغو وجاري وكليفلاند وبوفالو وروتشستر، على شواطئ نظام البحيرات العظمى.

### المياه الجوفية
تتمتع المياه الجوفية العذبة بقيمة كبيرة، وخاصة في البلدان القاحلة مثل الصين. يتشابه توزيعها إلى حد كبير مع توزيع مياه الأنهار السطحية، ولكن من الأسهل تخزينها في المناخات الحارة والجافة لأن تخزين المياه الجوفية يحول دون التبخر كما هو الحال في السدود. في بلدان مثل اليمن، تشكل المياه الجوفية الناتجة عن هطول الأمطار غير المنتظمة خلال موسم الأمطار المصدر الرئيسي لمياه الري.
نظرًا لأن قياس تغذية المياه الجوفية بدقة أصعب كثيرًا من قياس الصرف السطحي، فإن المياه الجوفية لا تُستخدم عمومًا في المناطق التي تتوفر فيها حتى مستويات محدودة إلى حد ما من المياه السطحية. حتى اليوم، تتباين تقديرات تغذية المياه الجوفية الإجمالية بشكل كبير لنفس المنطقة اعتمادًا على المصدر المستخدم، وتُعتبر الحالات التي يتم فيها استغلال المياه الجوفية الأحفورية بما يتجاوز معدل التغذية (بما في ذلك خزان أوجالا الجوفي) متكررة جدًا ولم تؤخذ بجدية دائمًا عندما تم تطويرها لأول مرة.